# جورج أ. باير
جورج أ. باير هو مجلد كتب ‏ وأستاذ جامعي سويسري، ولد في 14 أبريل 1903، وتوفي في 24 يوليو 1994.